# Oxygonus
Oxygonus is een geslacht van kevers uit de familie  
kniptorren (Elateridae).
Het geslacht is voor het eerst wetenschappelijk beschreven in 1863 door LeConte.

## Soorten
Het geslacht omvat de volgende soorten:
- Oxygonus arnetti Roache, 1963
- Oxygonus ater Horn, 1871
- Oxygonus montanus Schaeffer, 1917
- Oxygonus obesus (Say, 1823)